# François-Claude de Bouillé

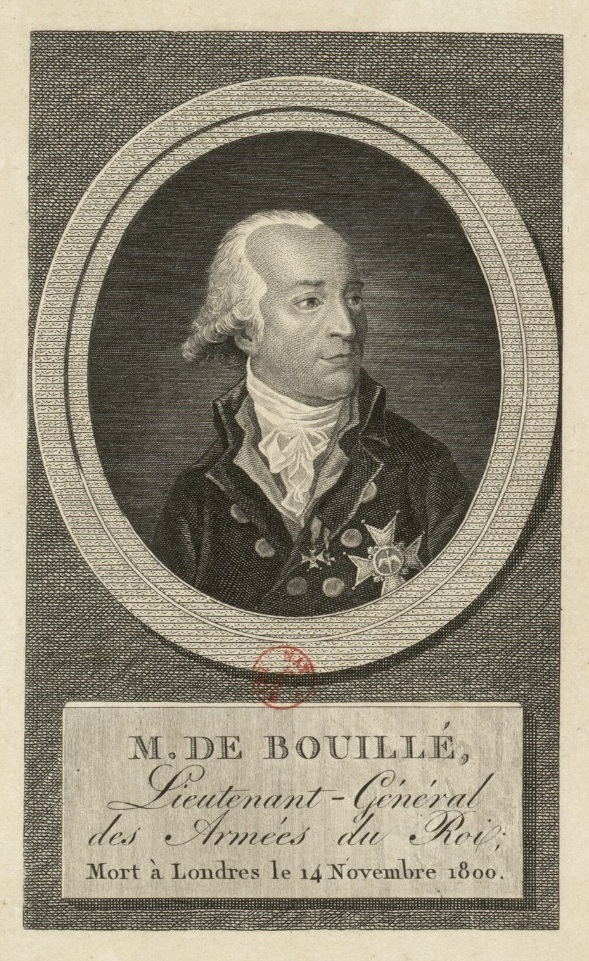
François-Claude-Amour, markis de Bouillé

François-Claude-Amour, markis de Bouillé, född 19 november 1739 och död 14 november 1800, var en fransk general.

## Biografi
Bouillé utmärkte sig under det nordamerikanska frihetskriget genom sina operationer i Västindien. Under franska revolutionens första år var han befälhavare över trupperna i Metz och lyckades genom sitt personliga mod där kuva ett farligt myteri. Han nedslog även ett soldatuppror i Nancy. Bouillé uppgjorde 1790 med Ludvig XVI en plan för den senares flykt till en stad i västra Frankrike, där han under skyddet av Bouillés armé skulle få handlingsfrihet. Sedan planen misslyckats, flydde Bouillé med sin son till Österrikiska Nederländerna och man sammanträffade med Gustaf III som uppehöll sig i Aachen. 
Den 20 juli 1791 utnämnde Bouille av Gustaf III till svensk generallöjtnant, och dennes son till generaladjutant av flygeln samt överstelöjtnant i armén. Efter en tid flyttade Bouillé till England, där han dog.
Bouillés memoarer utkom 1797.